# 北伊庇鲁斯自治共和国
北伊庇鲁斯自治共和国（羅馬化：Aftónomos Dimokratía tis Voreíou Ipeírou）是第二次巴尔干战争（1913年）后居住在阿尔巴尼亚南部的希腊人于1914年2月28日建立的自治实体。
被希腊人称为北伊庇鲁斯的地区，在第一次巴尔干战争（1912年—1913年）期间被希腊军队从奥斯曼帝国夺取。然而，根据《佛罗伦萨协议》，这一地区被分配给新成立的阿尔巴尼亚国家。当地的希腊人拒绝接受这一决定，随着希腊军队撤到新的边界，一个自治政府在阿尔吉罗卡斯特罗（今吉诺卡斯特）成立，由当地杰出的希腊政治家、前外交部长乔治奥斯·克里斯塔基斯-佐格拉福斯领导，并得到希腊的默许支持。
5月，列强通过《科孚议定书》，确认该地区的自治地位，同意该地区拥有自己的行政机构，承认当地人民的权利，并规定该地区是名义上属于阿尔巴尼亚的自治政府。然而，由于阿尔巴尼亚政府在9月倒台，该协议从未得到完全实施。1914年10月，随着第一次世界大战爆发，希腊军队重新占领这一地区，北伊庇鲁斯自治共和国解散。希腊计划在战后正式吞并北伊庇鲁斯，但由于意大利撤回支持和希腊在小亚细亚战役中的失败，希腊最终于1921年11月将该地区交还给阿尔巴尼亚。